# Akilia
Akilia is een onbewoond eiland in het zuidwesten van Groenland, ongeveer 22 kilometer ten zuiden van Nuuk (Godthåb), op 63.933 N 51.667 W. Akilia is de locatie van een geologische formatie die vermoedelijk het oudst bekende sedimentair gesteente op Aarde is, en wellicht het oudste bewijs van leven op Aarde bevat.

## Geologie
De gesteenten in kwestie zijn onderdeel van een metamorfe opeenvolging op de zuidwestelijke punt van het eiland. Door datering van dykes die het gesteente doorsnijden is bekend dat het minstens 3,85 miljard jaar oud moet zijn. Het gesteente bevat lagen die rijk zijn aan ijzer en silica, die variërend worden geïnterpreteerd als een banded iron formation, chemische sedimenten van een onderzeese warme bron, of een hydrothermale afzetting. Grafiet in het gesteente heeft een lage concentratie van koolstof-13, wat een oorsprong uit isotopisch licht organische materie kan suggereren, zoals in levende organismen. Dit is een controversiële interpretatie, omdat de hoge graad van metamorfose de isotopenverhouding kan hebben veranderd.
Als de Akilia-formatie inderdaad bewijs voor 3,85 Ga oud leven bevat, zou dat tegen de gangbare wetenschappelijke hypothese ingaan dat de Aarde in dit tijdperk niet levensvatbaar was.